# Тетраэдральная симметрия
| · Симметрии-инволюции · Cs, (*) · [ ] =           | · Циклическая симметрия · Cnv, (*nn) · [n] =     | · Диэдральная симметрия · Dnh, (*n22) · [n,2] =   |
| Группы многогранников, [n,3], (*n32)              |                                                  |                                                   |
| · Тетраэдральная симметрия · Td, (*332) · [3,3] = | · Октаэдральная симметрия · Oh, (*432) · [4,3] = | · Икосаэдральная симметрия · Ih, (*532) · [5,3] = |

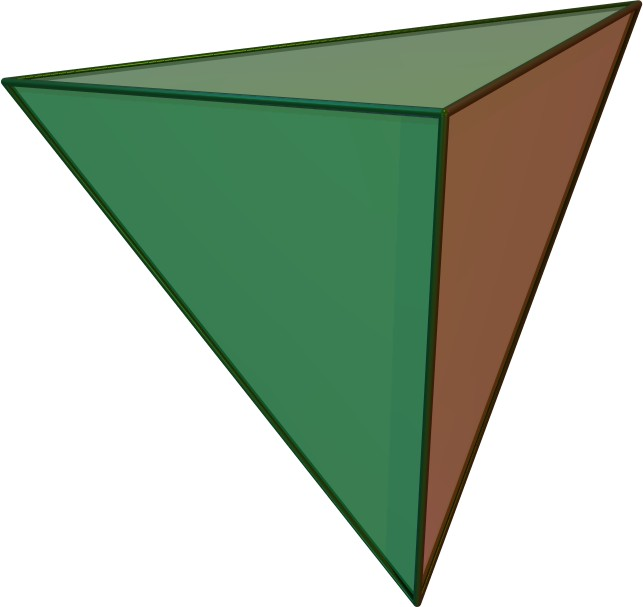
Правильный тетраэдр является примером тела с полной тетраэдральной симметрией

Правильный тетраэдр имеет 12 вращательных (сохраняющих ориентацию) симметрий и симметрии порядка 24, включающие комбинацию отражений и вращений.
Группа всех симметрий изоморфна группе S4, симметрической группе перестановок четырёх элементов, поскольку имеется ровно одна такая симметрия для каждой перестановки вершин тетраэдра. Множество сохраняющих ориентацию симметрий образует группу, которая является знакопеременной подгруппой A4 группы S4.

## Детали
Хиральная и полная  (или ахиральная тетраэдральная симметрия и пиритоэдральная симметрия) являются симметриями дискретных точек (или, что то же самое, симметриями на сфере). Они входят в кристаллографические группы симметрии кубической сингонии.
В стереографической проекции рёбра тетракисгексаэдра образуют 6 окружностей (или центральных радиальных прямых) на плоскости. Каждая из этих окружностей представляет зеркало в тетраэдральной симметрии. Пересечение этих окружностей дают точки вращения порядка 2 и 3.
| Ортогональная проекция                                              | Стереографическая проекция                                          | Стереографическая проекция                                          | Стереографическая проекция                                          |
| Ортогональная проекция                                              | 4-кратная                                                           | 3-кратная                                                           | 2-кратная                                                           |
| Хиральная тетраэдральная симметрия, T, (332), [3,3]+ = [1+,4,3+], = | Хиральная тетраэдральная симметрия, T, (332), [3,3]+ = [1+,4,3+], = | Хиральная тетраэдральная симметрия, T, (332), [3,3]+ = [1+,4,3+], = | Хиральная тетраэдральная симметрия, T, (332), [3,3]+ = [1+,4,3+], = |
| ------------------------------------------------------------------- | ------------------------------------------------------------------- | ------------------------------------------------------------------- | ------------------------------------------------------------------- |
|                                                                     |                                                                     |                                                                     |                                                                     |
| Пиритоэдральная симметрия,Th, (3*2), [4,3+],                        |                                                                     |                                                                     |                                                                     |
|                                                                     |                                                                     |                                                                     |                                                                     |
| Ахиральная тетраэдральная симметрия, Td, (*332), [3,3] = [1+4,3], = |                                                                     |                                                                     |                                                                     |
|                                                                     |                                                                     |                                                                     |                                                                     |

## Хиральная тетраэдральная симметрия
| Тетраэдральная группа вращений T с фундаментальной областью. Для триакистетраэдра (см. ниже) область является полной гранью | Тетраэдр можно расположить в 12 различных положениях, используя лишь вращение. Это проиллюстрировано выше в виде графа циклов, с поворотами рёбер на 180° (голубые стрелки) и поворотами вершин на 120° (красные стрелки) . | В триакистетраэдре одна полная грань является фундаментальной областью. Другие тела с той же симметрией можно получить путём изменения ориентации граней. Например, сплющивание некоторого подмножества граней, чтобы образовать одну грань, или заменой одной грани группой граней, или даже кривой поверхностью. |

T, 332, [3,3]+, или 23 порядка 12 – хиральная или вращательная тетраэдральная симметрия.  Имеется три ортогональных 2-кратных осей вращения, наподобие хиральной диэдральной симметрии D2 или 222, а также четыре дополнительных 3-кратных оси. Эта группа изоморфна A4, знакопеременной группе 4 элементов. Фактически это группа чётных перестановок четырёх 3-кратных осей: e, (123), (132), (124), (142), (134), (143), (234), (243), (12)(34), (13)(24), (14)(23).
Классами сопряжённости T являются:
- тождество
- 4 × вращение на 120° по часовой стрелке (если смотреть от вершины): (234), (143), (412), (321)
- 4 × вращение на 120° против часовой стрелки (то же самое)
- 3 × вращение на 180°

Вращения на 180° вместе с тождественным преобразованием образуют нормальную подгруппу типа Dih2 с факторгруппой типа Z3. Тремя элементами последней являются тождественное преобразование, "вращение по часовой стрелке " и "вращение против часовой стрелки ", соответствующие перестановкам трёх ортогональных 2-кратных осей с сохранением ориентацию.
A4 является наименьшей группой, показывающей, что теорема, обратная  теореме Лагранжа, в общем случае, не верна — если дана конечная группа G и делитель d числа |G|, не обязательно существует подгруппа группы G с порядком d — группа G = A4 не имеет подгруппы порядка 6.

### Подгруппы хиральной тетраэдральной симметрии

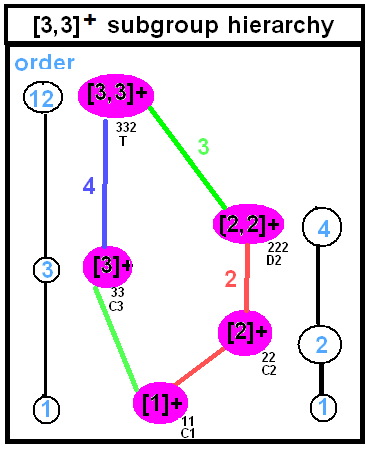
Подгруппы хиральной тетраэдральной симметрии

| Шён- флис | Коксетер | Коксетер               | Орби- фолд | Г-М | Структура | Циклы | Порядок | Индекс |
| --------- | -------- | ---------------------- | ---------- | --- | --------- | ----- | ------- | ------ |
| T         | [3,3]+   | =                      | 332        | 23  | A4        |       | 12      | 1      |
| D2        | [2,2]+   | =                      | 222        | 222 | Dih2      |       | 4       | 3      |
| C3        | [3]+     | node_h2 · 3 · node_h2  | 33         | 3   | Z3        |       | 3       | 4      |
| C2        | [2]+     | node_h2 · 2x · node_h2 | 22         | 2   | Z2        |       | 2       | 6      |
| C1        | [ ]+     | node_h2                | 11         | 1   | Z1        |       | 1       | 12     |

## Ахиральная тетраэдральная симметрия

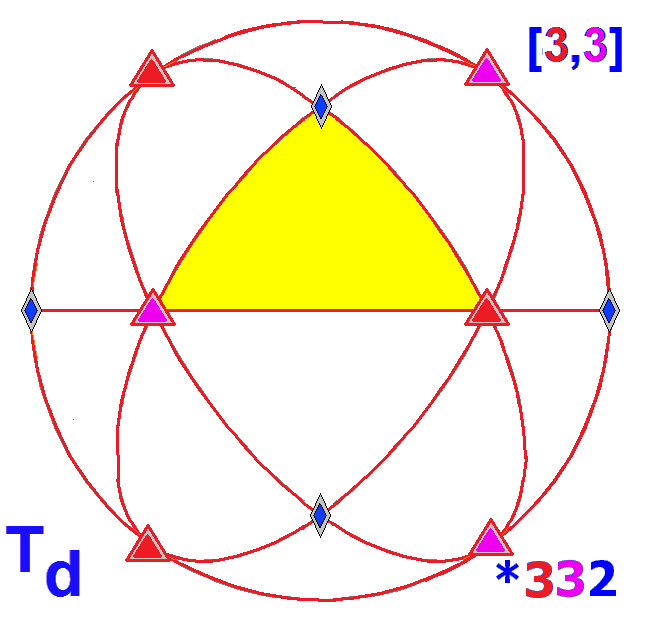
Полная тетраэдральная группа T_{d} с фундаментальной областью

Td, *332, [3,3] или 43m порядка 24 – ахиральная или полная тетраэдральная симметрия, известная также как  группа треугольника (2,3,3). Эта группа имеет те же оси вращений, что и T, но с шестью плоскостями зеркальной симметрии, проходящими через каждую пару  3-кратных осей.  2-кратные оси являются теперь осями S4 (4). Td и O изоморфны как абстрактные группы – обе группы соответствуют S4,  симметрической группе 4 элементов. Td является объединением T и множества, полученного комбинацией каждого элемента O \ T с центральной симметрией. См. также  изометрии правильного тетраэдра.
Классами сопряжённости Td являются:
- тождество
- 8 × вращение на 120°
- 3 × вращение на 180°
- 6 × отражение относительно плоскости, проходящей через две оси вращения
- 6 × зеркальный поворот на 90°

### Подгруппы ахиральной тетраэдральной симметрии

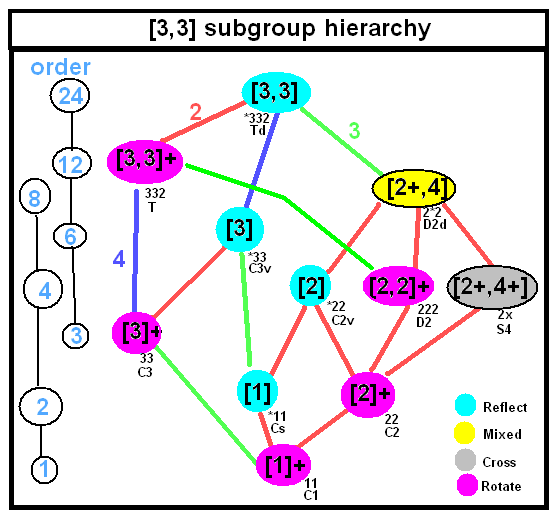
Ахиральные тетраэдральные подгруппы

| Шён- флис | Коксетер | Коксетер                              | Орби- фолд | Г-М    | Структура | Циклы | Порядок | Индекс |
| --------- | -------- | ------------------------------------- | ---------- | ------ | --------- | ----- | ------- | ------ |
| Td        | [3,3]    | node · 3 · node · 3 · node            | *332       | 43m    | S4        |       | 24      | 1      |
| C3v       | [3]      | node · 3 · node                       | *33        | 3m     | Dih3=S3   |       | 6       | 4      |
| C2v       | [2]      | node · 2 · node                       | *22        | mm2    | Dih2      |       | 4       | 6      |
| Cs        | [ ]      | node                                  | *          | 2 or m | Dih1      |       | 2       | 12     |
| D2d       | [2+,4]   | node_h2 · 2x · node_h2 · 4 · node     | 2*2        | 42m    | Dih4      |       | 8       | 3      |
| S4        | [2+,4+]  | node_h2 · 2x · node_h4 · 4 · node_h2  | 2×         | 4      | Z4        |       | 4       | 6      |
| T         | [3,3]+   | node_h2 · 3 · node_h2 · 3 · node_h2   | 332        | 23     | A4        |       | 12      | 2      |
| D2        | [2,2]+   | node_h2 · 2x · node_h2 · 2x · node_h2 | 222        | 222    | Dih2      |       | 4       | 6      |
| C3        | [3]+     | node_h2 · 3 · node_h2                 | 33         | 3      | Z3 = A3   |       | 3       | 8      |
| C2        | [2]+     | node_h2 · 2x · node_h2                | 22         | 2      | Z2        |       | 2       | 12     |
| C1        | [ ]+     | node_h2                               | 11         | 1      | Z1        |       | 1       | 24     |

## Пиритоэдральная симметрия

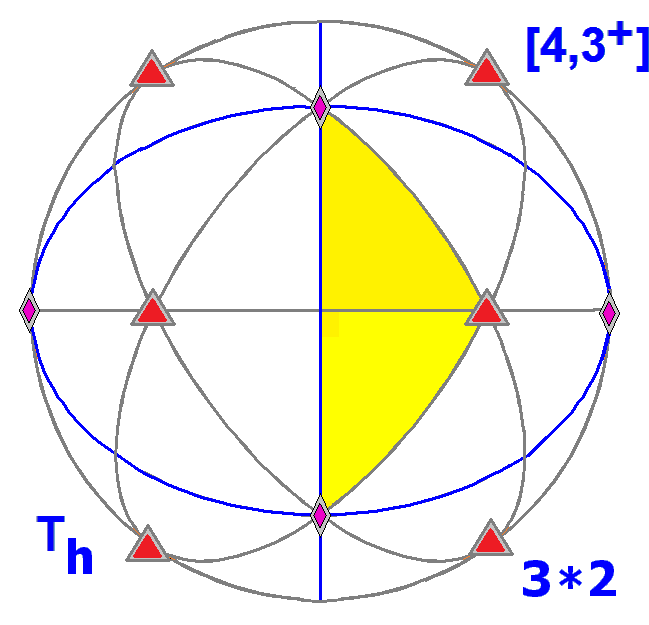
Пиритоэдральная группа T_{h} с фундаментальной областью

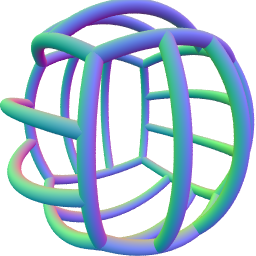
Швы волейбольного мяча имеют пиритоэдральную симметрию

Th, 3*2, [4,3+] или m3 порядка 24 – пиритоэдральная симметрия.  Эта группа имеет те же самые оси вращения, что и T с зеркальными плоскостями через два ортогональных направления. 3-кратные оси теперь являются осями S6 (3), и имеется центральная симметрия. Th изоморфна T × Z2 — каждый элемент Th является либо элементом T, либо элементом, комбинированным с центральной симметрией. Кроме этих двух нормальных подгрупп, имеется ещё одна нормальная подгруппа D2h (прямоугольного параллелепипеда), типа Dih2 × Z2 = Z2 × Z2 × Z2. Она является прямым произведением  нормальной подгруппы T (см. выше) с Ci.  Факторгруппа та же самая, что и выше — Z3. Три элемента последней — тождественное преобразование, "вращение по часовой " и "вращение против часовой ", соответствующие перестановкам трёх ортогональных 2-кратных осей с сохранением ориентации.
Это симметрия куба, у которого каждая грань разделена отрезком на два прямоугольника, причём никакие два отрезка не имеют вершин на одном ребре куба. Симметрии соответствуют чётным перестановкам диагоналей куба вместе с центральной инверсией. Симметрия пентагондодекаэдра крайне близка к описанной выше симметрии куба. Пиритоэдр можно получить из куба с разделёнными пополам гранями путём заменены прямоугольников пятиугольниками с одной осью симметрии и 4 равными сторонами, одна сторона отлична по длине (та, которая соответствует отрезку, делящему квадратную грань куба пополам). То есть грани куба выпячиваются по делящему отрезку, а сам отрезок становится меньше. Симметрия куба с разделёнными гранями является подгруппой группы полной икосаэдральной симметрии (как группа изометрии, не просто как абстрактная группа) с 4 из 10 3-кратных осей.
Классы сопряжённости Th включают классы сопряжённости T с комбинациями двух классов из 4, а также каждый с класс с центральной симметрией:
- тождество
- 8 × вращение на 120°
- 3 × вращение на 180°
- центральная симметрия
- 8 × зеркальный поворот на 60°
- 3 × зеркальное отражение (относительно плоскости)

### Подгруппы пиритоэдральной симметрии

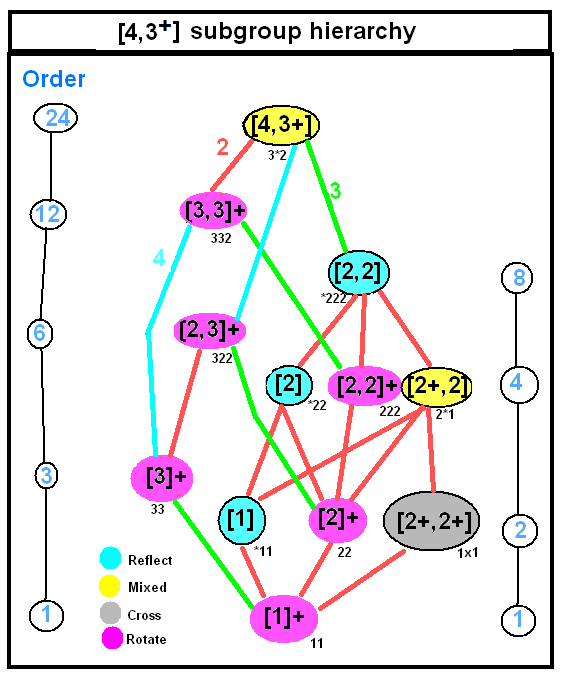
Пиритоэдральные подгруппы

| Шён- флис | Коксетер | Коксетер                              | Орби- фолд | Г-М    | Структура | Циклы | Порядок | Индекс |
| --------- | -------- | ------------------------------------- | ---------- | ------ | --------- | ----- | ------- | ------ |
| Th        | [3+,4]   | node_h2 · 3 · node_h2 · 4 · node      | 3*2        | m3     | A4×2      |       | 24      | 1      |
| D2h       | [2,2]    | node · 2 · node · 2 · node            | *222       | mmm    | Dih2×Dih1 |       | 8       | 3      |
| C2v       | [2]      | node · 2 · node                       | *22        | mm2    | Dih2      |       | 4       | 6      |
| Cs        | [ ]      | node                                  | *          | 2 or m | Dih1      |       | 2       | 12     |
| C2h       | [2+,2]   | node_h2 · 2x · node_h2 · 2 · node     | 2*         | 2/m    | Z2×Dih1   |       | 4       | 6      |
| S2        | [2+,2+]  | node_h2 · 2x · node_h4 · 2x · node_h2 | ×          | 1      | 2 or Z2   |       | 2       | 12     |
| T         | [3,3]+   | node_h2 · 3 · node_h2 · 3 · node_h2   | 332        | 23     | A4        |       | 12      | 2      |
| D3        | [2,3]+   | node_h2 · 2x · node_h2 · 3 · node_h2  | 322        | 3      | Dih3      |       | 6       | 4      |
| D2        | [2,2]+   | node_h2 · 2x · node_h2 · 2x · node_h2 | 222        | 222    | Dih4      |       | 4       | 6      |
| C3        | [3]+     | node_h2 · 3 · node_h2                 | 33         | 3      | Z3        |       | 3       | 8      |
| C2        | [2]+     | node_h2 · 2x · node_h2                | 22         | 2      | Z2        |       | 2       | 12     |
| C1        | [ ]+     | node_h2                               | 11         | 1      | Z1        |       | 1       | 24     |

## Тела с хиральной тетраэдральной симметрией
Икосаэдр, раскрашенный как плосконосый тетраэдр, имеет хиральную симметрию.

## Тела с полной тетраэдральной симметрией
| Класс                              | Название                  | Рисунок            | Граней | Рёбер | Вершин |
| ---------------------------------- | ------------------------- | ------------------ | ------ | ----- | ------ |
| Платоново тело                     | Тетраэдр                  | Тетраэдр           | 4      | 6     | 4      |
| Архимедово тело                    | Усечённый тетраэдр        | Усечённый тетраэдр | 8      | 18    | 12     |
| Каталаново тело                    | Триакистетраэдр           | Триакистетраэдр    | 12     | 18    | 8      |
| Почти многогранник Джонсона        | Усечённый Триакистетраэдр |                    | 16     | 42    | 28     |
| Почти многогранник Джонсона        | Тетраэдный додекаэдр      |                    | 28     | 54    | 28     |
| Однородный звёздчатый многогранник | Тетрагемигексаэдр         |                    | 7      | 12    | 6      |